# Негрени (Бакау)
Негрени (рум. Negreni) насеље је у Румунији у округу Бакау у општини Подури. Oпштина се налази на надморској висини од 399 m.

## Становништво
Према подацима из 2002. године у насељу је живело 96 становника, од којих су сви румунске националности.